# Писарщина (роз'їзд)
Писа́рщина — залізничний роз'їзд Шевченківської дирекції Одеської залізниці.
Розташований територіально в Драбівському районі Черкаської області за декілька кілометрів від села Писарщина, Гребінківський район Полтавської області на лінії Оржиця — Золотоноша I між станціями Драбове-Барятинське (8 км) та Гребінка (14 км).
Відкритий 1929 року. Зупиняються лише приміські поїзди Гребінка — ім. Шевченка через Черкаси.